# Pajonal (Panama)
Pajonal è un comune (corregimiento) della Repubblica di Panama situato nel distretto di Penonomé, provincia di Coclé. Si estende su una superficie di 145,1 km² e conta una popolazione di 13.565 abitanti (censimento 2010).